# 庫爾加寧斯克
45°28′N 39°27′E / 45.467°N 39.450°E
庫爾加寧斯克（俄語：Курга́нинск）是俄羅斯克拉斯諾達爾邊疆區東部的一個城市。距邊疆區首府克拉斯諾達爾以東248公里的拉巴河畔。2002年人口46,618人。
1855年建立，1961年設市並改現名。